# Bakra

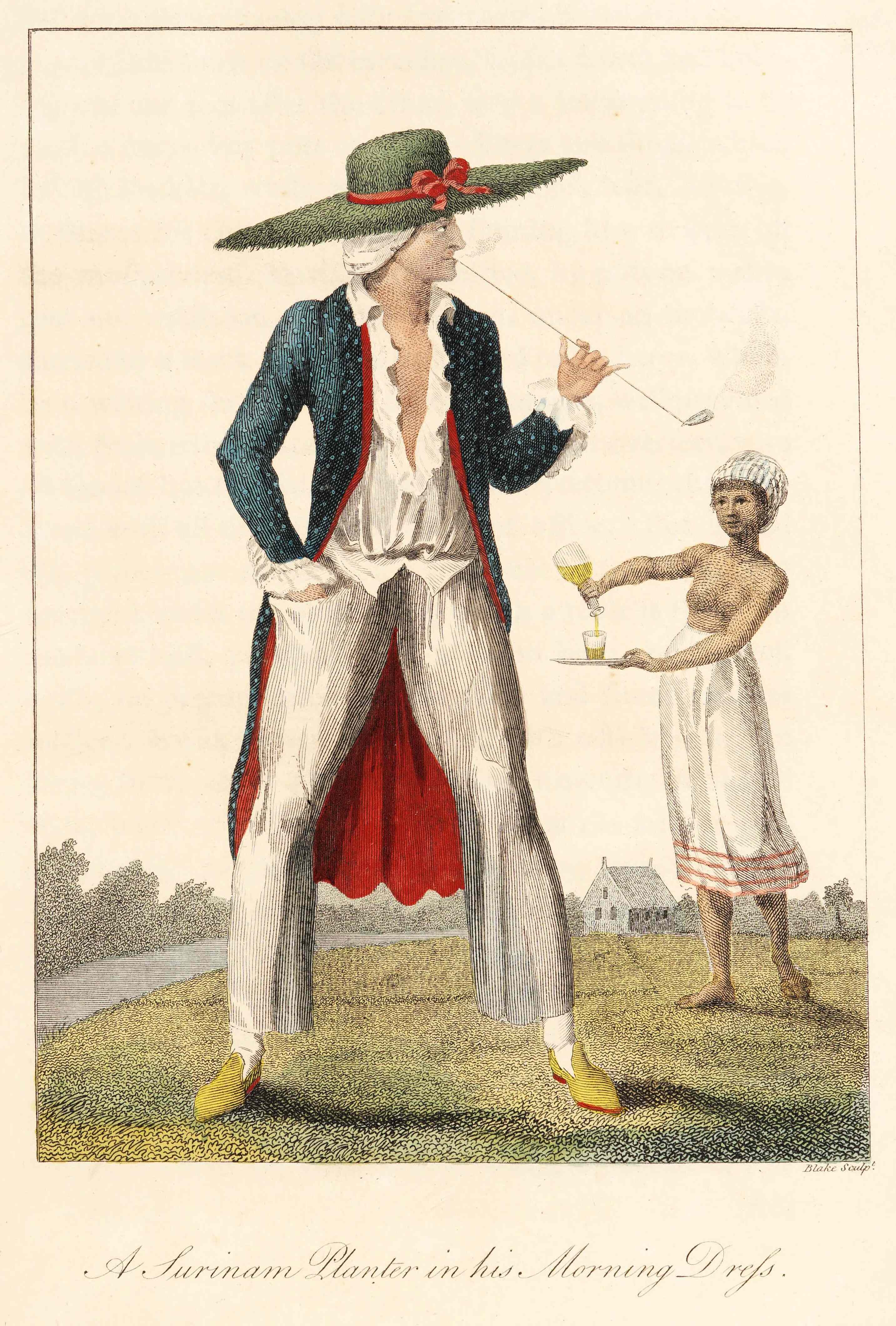

Bakra, backra, backara of buckra (mv: bakra’s of bakkerare) is een aanduiding voor een blank persoon. In het Sranantongo verwijst het in het bijzonder naar een blanke Nederlander of Hollander. De term stamt uit het Caraïbisch gebied, inclusief Suriname en werd daar oorspronkelijk gebruikt door slaven op plantages ter aanduiding van hun blanke slavenhouder. Later werd de betekenis verbreed om blanke mensen in het algemeen te beschrijven.

## Etymologie
Het woord bakra en varianten daarvan zijn afgeleid van het woord mbakara uit de Westafrikaanse Efik- en Ib(ibi)o of Igbo-talen, waarin het 'meester' betekent. De aanduiding voor een blanke vrouw is 'backra lady', 'backra mistress', enzovoort. Vermoedelijk werd het geïntroduceerd door Britse Igbo en Efik-slaven in Jamaica. Mbakara verwees oorspronkelijk naar de lokale heerser over een gebied, ongeacht huidskleur of etniciteit. De latere blanke overheersing deed de betekenis van 'mbakara' – en het verbasterde 'bakra' – specifiek verschuiven naar een blanke baas (in het Sranan 'bakra basi'), of een blank persoon in het algemeen.
In Suriname en Guyana betekende bakra aanvankelijk 'blanke plantage-eigenaar' of ook wel een niet-blanke met een belangrijke positie. Het betekent volgens van Donselaar (1989) in de taal van Calabar (Nigeria) ‘demon, krachtig en hoger wezen’.

## Gebruik
Via de slavenhandel verbreidde het woord bakra zich over gebieden waar slaven dwangarbeid moesten verrichten. In de 17de eeuw emigreerden ook veel arme mensen, al dan niet gedwongen, vanuit Brittannië en Ierland naar Barbados, om te werken op suikerplantages. Deze blanke contractarbeiders werden gerecruteerd met de belofte dat zij na afloop van het contract een eigen stukje land zouden krijgen. In Barbados werden arme onder elkaar trouwende blanken 'poor backras' of kortweg 'buckras' genoemd.
Bakra was op plantages een beleefde (of onderdanige) aanspreekvorm in de betekenis van mijnheer, meester of baas, maar ook eenvoudig een aanduiding voor meester of baas. Het kon ook verwijzen naar niet-blanken met een lichte huidskleur of zelfs naar niet-blanken die een leven als een blanke leefden (ook wel 'black backra', 'nengri backra' of 'sambo backra' genoemd).
Bakra kreeg vervolgens (net als 'wit') als bijvoeglijk naamwoord de betekenis van beter, zoals 'backra cabbage' voor witte kool. De bleek-groene groentensoort 'white cassada' (sweet cassava) werd, als niet-giftige variëteit van cassave oftewel Amaranthus viridis, aangeduid als 'backra calalu'. 'Backra country' was zowel een naam voor Jamaica als bestemmingsland voor slaven, als voor Engeland als het thuisland van de Engelse blanke slavenhandelaren.
De bijbel werd het 'Backra book' genoemd en een eed op de bijbel een 'Backra swear'.  'Backra-better' was een aanduiding voor een niet-blanke die zich verbeeldde superieur te zijn aan een blanke. Het woordenboek van J. van Donselaar (2013) noemt een vermelding uit 1835 van het woord 'bakra-winti' als betekenis voor de vrijmetselaarsloge Concordia in Paramaribo, dus winti van de blanken.
In het zuidoosten van de VS worden blanken, speciaal arme blanken, door Gullahs (een Afro-Amerikaanse minderheid die afstamt van later hiernaartoe gemigreerde slaven) nog altijd buckra's genoemd, naast het meer gebruikte 'redleg'. Dit laatste wordt soms ook gebruikt om er kleurlingen mee aan te duiden.